# Кийхтелюсваара
Ки́йхтелюсваара (Кийхтелюс-сопка, фин.  — Kiihtelysvaara) — муниципалитет (основан в 1783 г.), с 1 января 2005 г. — часть города Йоэнсуу, в Северной Карелии, Финляндия. По переписи 2004 г. в муниципалитете проживало в 2 635 человек. Занимаемая площадь — 530 км², из которых — 44 км² водной поверхности. Плотность населения — 5,5 чел / км². Герб Кийхтелюсваары  — изображение киихтелюса, беличьей шкурки, единицы измерения; муниципалитет получил своё название благодаря этой мере. Герб разработан Ахти Хаммаром и утверждён в 1962 г.